# Де будинок друга?
«Де будинок друга?» (перс. خانه دوست كجاست؟‎) — іранський художній фільм Аббаса Кіаростамі 1987 року.

## Сюжет
Фільм починається з того, що Нематзаду, друга головного героя, лає вчитель: школяр втретє поспіль зробив домашнє завдання не в зошиті, а на листочку. Після чого додає, що це востаннє, і якщо це трапиться знову, його відрахують.
Цього ж дня Ахмед, головний герой фільму, прийшовши додому, виявляє, що випадково забрав зошит у Нематзади. Розуміючи всю серйозність того, що трапилося (Нематзаду можуть відрахувати), Ахмед вирішує — до завтрашнього ранку він неодмінно повинен повернути зошит однокласнику. Пересиливши дитячий страх, головний герой долає складні перешкоди: самостійно тікає до сусіднього незнайомого селища, щоб знайти там житло приятеля. Обшукавши все навколо, він не виявляє Нематзади і усвідомлює, що не зможе передати зошит, тому засмучений пізно вночі повертається додому.
На щастя для головного героя і його однокласника, все закінчується благополучно: на початку наступного навчального дня Ахмед непомітно передає зошит з виконаним завданням Нематзаді.

## У головних ролях
| Актор                               | Роль                                      |
| ----------------------------------- | ----------------------------------------- |
| Бабек Ахмедпур (Babek Ahmedpoor)    | Ахмед головний герой, школяр              |
| Ахмед Ахмедпур (Ahmed Ahmedpoor)    | Мохамед Реда Нематзада однокласник Ахмеда |
| Ходабахш Дефаї (Khodabakhsh Defaei) | вчитель                                   |
| Іран Оутарі (Iran Outari)           | мати Ахмеда                               |
| Айт Ансарі (Ait Ansari)             | батько Ахмеда                             |

## Оцінка

### Критика
Критики та кіноглядачі прийняли фільм позитивно. Так, за даними агрегатора Rotten Tomatoes, «Де будинок друга?» здобув 100 % позитивних відгуків від кінокритиків (на основі 11 рецензій) та 92 % від глядачів (на основі оцінок понад 2500 користувачів (на 2021 рік). Висновок агрегатора «No consensus yet».
На 2021 фільм займає 294 місце з 1000 серед кращих фільмів в історії за версією сайту They Shoot Pictures.

### Нагороди
Фільм здобув 4 нагороди кінофестивалю в Локарно (1989) та 2 нагороди кінофестивалю Фаджр (1987).